# 李明灏
李明灏（1897年9月19日—1980年8月25日），字仲坚，男，湖南醴陵人，中华民国陆军中将。

## 生平
李明灏早年毕业于日本陆军士官学校第十三期。1922年回国后，历任湖南陆军讲武堂队副、广州大本营军政部铨叙科中校科长。孙中山先生组建的大本营陆军讲武学校教育长等，期间负责筹备一切和校址的选取，陆军讲武学校后来成为著名的黄埔军校。北伐战争期间担任国民革命军第六军十七师五十六团团长、军参谋处长、十七师师长。1928年升任第六军军长。1929年至1931年间任南京训练总监部监员，后辞职。
1933年起在南京的中央军校任职，担任过教育处长、成都分校主任、武汉分校主任。1943年出任第九十七军军长兼重庆警备司令，次年又兼重庆卫戍总司令部第一区司令。1944年8月，因同情和暗中保护中共设在重庆曾家岩的办事处，遭军统特务陷害，被撤职，闲居近两年。1945年任第三十四集团军副总司令，1946年任中央训练团庐山分团主任，9月，分团奉命解散，李再次被免职。在江西九江闲居。1948年正式宣布脱离国民党，并于同年12月前往西柏坡，受到毛泽东、刘少奇等的接见。
中华人民共和国成立后，担任过中南政法委员会副主任、国防委员会委员、湖北省人民委员会副省长、湖北省政协副主席等职。1980年8月25日，因患肺癌在武汉逝世，享年83岁。

## 纪念
位于湖南省武冈市的李明灏将军故居作为黄埔军校第二分校旧址的一部分，于2013年列入第七批全国重点文物保护单位。